# Federazione cestistica della Malaysia
La Federazione cestistica della Malaysia è l'ente che controlla e organizza la pallacanestro in Malaysia.
La federazione controlla inoltre la nazionale di pallacanestro della Malaysia. Ha sede a Kuala Lumpur e l'attuale presidente è Loke Dato Yuen Yow.
È affiliata alla FIBA dal 1957 e organizza il campionato di pallacanestro della Malaysia.